# Sezonsko delo
Sezonsko delo je zaposlitev za čas krajše ali daljše delovne sezone pri posameznih delih ali v vsej letni delovni sezoni. Povezano je z občasnimi migracijami in s tem, da si presežek delovne sile ne more priskrbeti ustreznega dela doma. Možnosti sezonske zaposlitve se pojavljajo v krajih, kjer je potrebno za določen čas več delovne sile, kot jo je mogoče dobiti v neposredni okolici. V začetku 19. stoletja so se ponekod sezonsko zaposlovali zaradi pomanjkanja nekaterih vrst naturalij v domačem okolju, ki so jih v obliki naturalnega plačila pridobili na sezonskem delu. Sezonski delavci so praviloma izhajali iz družin kajžarjev, dninarjev, malih in srednjih kmetov, med njimi je bilo tudi kar nekaj otrok.
Prvi znani podatki o sezonskem delu za slovensko ozemlje segajo v 16. stoletje (Rezija). Največ sezonskih delavcev je bilo iz Prekmurja. Pojavljali so se že v 17. stoletju njihovo število se je povečevalo predvsem od srede 19. stoletja. Vzroki so bili v posebnostih pozno fevdalnega agrarnega sistema, ki je dopuščal cepitev kmečke posesti na manjše enote, kar je pripeljalo do agrame hiperpopulacije. Prebivalstvo, ki se z dninarskim delom na domačih veleposestvih niso mogli preživljati, so odhajali na sezonsko delo v tujino, predvsem v Nemčijo, Francijo in na Madžarsko. V času mlačve so se zaposlovali pri večjih madžarskih kmetih. Za opravljeno delo so prejeli plačilo v naturalijah, imenovano mertiik. V zadnjih dvajsetih letih 19. stoletja ko je bilo Prekmurje že prenaseljeno, so se začeli prebivalci zahodnih delov zaposlovati kot gradbeni delavci v Avstriji. Hkrati so se sezonski delavci z Goričkega zaposlovali na Madžarskem, kjer so pomagali pri delih, povezanih z gojenjem sladkorne pese. Za sistematično odhajanje na sezonskih delavcev v tujino (Nemčija, Francija) je skrbela podružnica ljubljanske Javne borze dela v Murski Soboti.
Na Notranjskem se je kot posebna oblika organiziranega dela v tujini razvilo kasatorstvo. To je skupinsko sezonsko delo, na katero so odhajali moški na podlagi tako imenovanih kasatorskih pogodb. Te so med delodajalcem in sezonskimi delavci sklepali kasatorji (oseba, ki je sklepala pogodbe z obema stranema in imela pri tem svoj dobiček). Kasatorske pogodbe so sklepali zlasti za zaposlitve pri sečnji gozdov. Pogosto, vendar slabo organizirano izseljevanje, povezano s sezonskim delom, je bilo znano na Krasu (Ribnica). Tu si je iskalo poljedelsko prebivalstvo dodaten vir zaslužka zlasti s prekupčevanjem (krošnjarstvo), izdelovanjem in prodajanjem rešet in suhe robe, sodarstvom, lončarstvom in drugimi domačimi obrtmi ter pri delu v gozdu (sezonsko mezdno delo). Z vinogradniških območij so odhajali na sezonsko delo avgusta, ko je bila sezonska brezposelnost. Iz šmarskega in brežiškega okraja so v tem času hodili v Savinjsko dolino obirat hmelj, iz Haloz in Jeruzalemskih goric pa na mlačev v Podravino.
Sezonski delavci iz Slovenije odhajajo na delo v tujino še v novejšem času. Zaposlujejo se v zahodnoevropskih državah v gradbeništvu, pri obiranju češenj, jagod, kumar in drugih agrarnih opravilih. Prebivalci Savinjske doline odhajajo zaradi boljšega zaslužka obirat hmelj v Nemčijo in druge zahodnoevropske države, medtem ko prihajajo k njim isto delo opravljat delavci iz Hrvatskega zagorja. Tudi ponekod v Sloveniji najemajo sezonske delavce v času večjih agrarnih del, med drugim na vinogradniških območjih obiralce grozdja, v brežiški, krški in sevniški občini obiralce hmelja in jabolk ter sejalce, na Kozjanskem in v Slovenskih Konjicah obiralce jabolk in v Pomurju delavce za vršičkanje koruze. V Sloveniji se sezonsko zaposlujejo zlasti prebivalstvo iz sosednje Hrvatske ter domači in tuji Romi, Slovenci pa zaradi boljšega sezonskega zaslužka raje odhajajo v zahodnoevropske države. Za sezonsko delo je mogoče šteti tudi začasno zaposlovanje delavcev iz nekdanje Socialistična federativna republika Jugoslavija v gradbeništvu.